# 芒特普罗斯佩克特
芒特普罗斯佩克特（英語：Mount Prospect）是位於美國伊利諾伊州庫克縣的一個村落。

## 地理
芒特普罗斯佩克特的座標為42°03′56″N 87°56′10″W / 42.06556°N 87.93611°W，而該地最高點為海拔高度204米（即669英尺）。

## 人口
根據2010年美國人口普查的數據，芒特普罗斯佩克特的面積為26.89平方千米，當中陸地面積為26.80平方千米，而水域面積為0.09平方千米。當地共有人口54167人，而人口密度為每平方千米2,014人。

## 友好城市
- 法國 塞夫尔